# Порубка (Собранце)
Порубка (слч. Porúbka) насељено је мјесто са административним статусом сеоске општине (слч. obec) у округу Собранце, у Кошичком крају, Словачка Република.

## Становништво
| Година:    | 1994. | 2004.   | 2014.   | 2024.   |
| ---------- | ----- | ------- | ------- | ------- |
| Број људи: | 473   | 460     | 420     | 400     |
| Разлика:   |       | -2,74 % | -8,69 % | -4,76 % |

| Година:    | 2023. | 2024.   |
| ---------- | ----- | ------- |
| Број људи: | 409   | 400     |
| Разлика:   |       | -2,20 % |

Према подацима о броју становника из 2024. године насеље је имало 400 становника.